# Bridouxia smithiana
Bridouxia smithiana es una especie de molusco gasterópodo de la familia Thiaridae en el orden de los Mesogastropoda.

## Distribución geográfica
Se encuentra en República Democrática del Congo y Tanzania.    

## Hábitat
Su hábitat natural son: lagos de agua dulce.